# Joan Serracant i Manau
Joan Serracant i Manau (Sabadell, Vallès Occidental, 19 abril de 1897 - 26 setembre de 1973) va ser un periodista i lletrista de cançons català. Va col·laborar a La veu de Sabadell i al Diari de Sabadell. Va escriure i traduir també algunes obres dramàtiques. Va ser redactor en cap de la delegació del noticiari "NO-DO" a Barcelona.

## Cançons[1]
- L'encís d'Andorra (Música: Jorge Domingo)
- L'encís de Menorca (Música: Jorge Domingo)
- Molino menorquín (Música: Jorge Domingo)
- Sempre Andorra (Música: Jaume Mestres)
- La Cardina encara salta, sardana (Música: Vicenç Bou)
- Llevantina, sardana (Música: Vicenç Bou)
- Anant a la "Font del Gat (Música: M. Salina)
- Qui la fa la paga (Música: M. Salina)
- Pubilla catalana (Música Josep Solà)
- Todo me habla de tí (Música: Jorge Domingo)
- Quan penso en tu (Música: Issi Fabra)
- Mi pisito (Música: Jorge Domingo)
- La muralla de Berlín (Música: Sabaté)
- Sempre hi ha un demà (Música: Josep Capell)
- La llum de la Costa Brava (1956) (Música: Agustí Borgunyó)

## Obres dramàtiques
- L'encís de Can Feu
- L'amor és una comèdia (en col·laboració amb Lluís Capdevila. Estrenada al teatre Romea de Barcelona. Direcció escènica d'Esteve Polls.
- Bajo el cielo de Andorra, comèdia lírica amb música del mestre Dotras Vila.